# 奧德蕾·阿祖萊
奧德蕾·阿祖萊（法語：Audrey Azoulay，法語發音：[odʁɛ azulɛ]；1972年8月4日—），法国政治人物。她在2016年至2017年担任文化部部長一職。之后出任联合国教育、科学及文化组织總幹事。
阿祖萊来自法国一个摩洛哥犹太人家庭，父亲安德烈·阿祖萊是摩洛哥国王穆罕默德六世的顾问。